# برايتون (فيرمونت)
برايتون (بالإنجليزية: Brighton, Vermont)‏ هي بلدة تقع في مقاطعة إسيكس (فيرمونت) بولاية فيرمونت في الولايات المتحدة. تأسست عام 1781، تبلغ مساحتها 138.3 (كم²)، وترتفع عن سطح البحر 365 م، بلغ عدد سكانها 1260 نسمة في عام 2000 حسب إحصاء مكتب تعداد الولايات المتحدة وتصل الكثافة السكانية فيها 9.3 نسمة/كم2.

## وصلات خارجية
- Brighton town website
- The US50 - Cities and Towns in Vermont State
- Vermont Cities and Towns, Facts, Map, Flag, Colleges, Government, and More